# Vic Duggan
Vic Duggan, właśc. Victor John Duggan (ur. 16 października 1910 w Maitland, zm. 24 marca 2007 w Tin Can Bay) – australijski żużlowiec.

## Życiorys
W latach 40. należał do ścisłej czołówki australijskich żużlowców. Pięciokrotnie (1941, 1945, 1947, 1948, 1949) zdobył tytuły 
indywidualnego mistrza kraju. Był również srebrnym (1940) i brązowym (1937) medalistą mistrzostw Australii oraz indywidualnym mistrzem Wielkiej Brytanii (1948). 
W 1939 r. zakwalifikował się do finału indywidualnych mistrzostw świata, który jednak nie odbył się z powodu wybuchy II wojny światowej. W 1950 r. wystąpił w finale indywidualnych mistrzostw świata, zajmując w Londynie XIII miejsce.